# Lizine
Lizine ist eine französische Gemeinde mit 91 Einwohnern (Stand: 1. Januar 2022) im Département Doubs in der Region Bourgogne-Franche-Comté.

## Geographie
Lizine liegt auf 410 m über dem Meeresspiegel, etwa 13 Kilometer westsüdwestlich von Ornans und 20 Kilometer südlich der Stadt Besançon (Luftlinie). Das Dorf erstreckt sich im Jura, auf einem Plateau über dem Zusammenfluss von Lison und Loue, am Fuß des Hügels von Chatelet.
Die Fläche des 7,33 km² großen Gemeindegebiets umfasst einen Abschnitt des französischen Juras. Begrenzt wird das Gebiet im Westen durch den Lison und im Norden durch die Loue. Beide Flüsse bewegen sich mit gewundenem Lauf in ungefähr 100 m tief in die umgebenden Plateaus eingeschnittenen Tälern, deren Hänge von markanten Kalkfelswänden durchzogen sind. Von den Flussläufern erstreckt sich das Gemeindeareal nach Südosten auf das Plateau von Lizine, das durchschnittlich auf 400 m liegt. Es weist eine Breite von 1 km und eine Länge von etwa 3 km auf und ist überwiegend von Wiesland bestanden. Eine Geländestufe von knapp 100 m Höhe leitet nach Süden und Südosten zu den bewaldeten Höhen von Chatelet und Les Rochards über, die bereits zum Hochplateau von Amancey gehören. Hier wird mit 508 m die höchste Erhebung von Lizine erreicht.
Nachbargemeinden von Lizine sind Rurey und Amondans im Norden, Malans im Osten, Éternoz-Vallée-du-Lison und Myon im Süden sowie Échay und Cussey-sur-Lison im Westen.

## Geschichte
Das Gemeindegebiet von Lizine war schon sehr früh besiedelt. Frühestes Zeugnis der Anwesenheit des Menschen ist ein Tumulus aus der Hallstattzeit. Im Weiteren wurden Münzen und Schmuckstücke aus gallorömischer Zeit gefunden.
Lizine wird 1148 erstmals urkundlich in einer Bulle des Papstes Eugen III. erwähnt. Die Kirche gehörte damals dem Kapitel Saint-Étienne in Besançon. Im Mittelalter bildete Lizine eine eigene kleine Herrschaft. Zusammen mit der Franche-Comté gelangte das Dorf mit dem Frieden von Nimwegen 1678 an Frankreich. Heute ist Lizine Mitglied des Gemeindeverbandes Loue-Lison.

## Sehenswürdigkeiten
Die ursprünglich auf das 12. Jahrhundert zurückgehende Dorfkirche Saint-Antoine wurde 1740 weitgehend neu erbaut und besitzt eine reiche Ausstattung. Ein steinernes Wegkreuz stammt aus dem 15. Jahrhundert. 
Von den ursprünglich drei Schlössern von Lizine sind nur noch wenige Überreste sichtbar. 
Im alten Ortskern sind zahlreiche Bauernhäuser im charakteristischen Stil der Franche-Comté aus dem 17. bis 19. Jahrhundert erhalten.

## Bevölkerung
| Jahr                       | 1962 | 1968 | 1975 | 1982 | 1990 | 1999 | 2006 | 2016 |
| Einwohner                  | 121  | 84   | 53   | 68   | 73   | 87   | 94   | 87   |
| Quellen: Cassini und INSEE |      |      |      |      |      |      |      |      |

Mit 91 Einwohnern (1. Januar 2022) gehört Lizine zu den kleinsten Gemeinden des Départements Doubs. Nachdem die Einwohnerzahl in der ersten Hälfte des 20. Jahrhunderts markant abgenommen hatte (1886 wurden noch 242 Personen gezählt), wurde seit Mitte der 1970er Jahre wieder ein leichtes Bevölkerungswachstum verzeichnet.

## Wirtschaft und Infrastruktur
Lizine war bis weit ins 20. Jahrhundert hinein ein vorwiegend durch die Landwirtschaft (Ackerbau, Obstbau und Viehzucht) und die Forstwirtschaft geprägtes Dorf. Daneben gibt es heute einige Betriebe des lokalen Kleingewerbes. Mittlerweile hat sich das Dorf auch zu einer Wohngemeinde gewandelt. Viele Erwerbstätige sind Wegpendler, die in den größeren Ortschaften der Umgebung ihrer Arbeit nachgehen.
Die Ortschaft liegt abseits der größeren Durchgangsstraßen an einer Departementsstraße, die von Cléron nach Quingey führt. Eine weitere Straßenverbindung besteht mit Éternoz.